# Újezd (ort i Tjeckien, Plzeň)
Újezd är en ort i Tjeckien.   Den ligger i regionen Plzeň, i den västra delen av landet, 130 km sydväst om huvudstaden Prag. Újezd ligger 508 meter över havet och antalet invånare är 342.
Terrängen runt Újezd är platt åt nordost, men åt sydväst är den kuperad.Runt Újezd är det ganska glesbefolkat, med 47 invånare per kvadratkilometer. Närmaste större samhälle är Domažlice, 4,4 km öster om Újezd. I omgivningarna runt Újezd växer i huvudsak blandskog.